# 巡察使 (古代日本)
巡察使（じゅんさつし）とは、日本の律令制において、地方官監察のために置かれた官職である。太政官に所属した。

## 概要
『職員令』の太政官の条の最後には、巡察使のことが挙げられており、それによると、職掌として「諸国を巡察すること」とあり、すなわち巡察使は太政官に所属するけれども、常置ではなく、発遣のあたっては広く内外の官人から清廉（清正灼然、しょうじょうじゃくねん）のものを選んで任じ、巡察すべき事柄や使節の構成はその時に応じて決める（臨時量定） ことになっていた。これは唐の巡察使の制度を模したものであり、一般に畿内七道の別に派遣され、国司・郡司の治績や、百姓の消息を巡察し、人民の窮乏を調査する任務を帯びていた。その職掌には按察使や惣管、鎮撫使や観察使と重複するところもあった。
以下、その注目すべきものについて、列挙する。

### 初期（第1回から第4回まで）
「巡察」の史料上の初見は『日本書紀』巻第二十九であり、それによると、天武天皇14年（685年）9月に、国司・郡司と百姓の消息（様子）を巡察する使者がそれぞれ、判官1人、史1人を部下として、全国（東海道・東山道・山陽道・山陰道・南海道・筑紫）に派遣されたとある。
「巡察使」として現れるのは、飛鳥浄御原令施行後の持統天皇8年（694年）7月のことで、
である。
『続日本紀』巻第一、文武天皇2年（698年）3月には「巡察使を畿内に遣（つかわ）して、非違を検（かんが）へ察（み）しむ」とあり、三度目の巡察使が派遣されている。
『続紀』巻第三によると、大宝3年（703年）正月、藤原房前を東海道に、多治比三宅麻呂を東山道に、高向大足を北陸道に、波多余射を山陰道に、穂積老を山陽道に、小野馬養を南海道に、大伴大沼田を西海道に派遣した、とある。この時は道ごとに録事を一人派遣し、その任務は「（国司の）政績を巡り省（み）て、冤枉（＝冤罪）を申し理（ことわ）らしむ」となっている。

### 巡察使の毎年派遣以降
『続紀』巻第五には、元明天皇の和銅5年（712年）5月の詔により、毎年派遣になり、国内の損失や貧富の差を調べさせるものとなった、とある。
『続紀』巻第六、元明天皇の和銅8年（715年）5月には、以下のような勅令が出された。
「天下の百姓が本貫（本籍地）を離れ、他郷に流浪して、課役を忌避している。浮浪して逗留期間が3ヶ月になるものは土断し、その土地の法にあわせて調庸を輪納させよ。また百姓をいつくしんで導き、農業や桑（蚕業）を勧めて、民をいつくしむ心を持ち、飢寒を救うのは国司や郡司の善政である。一方で公職にありながら、私腹を肥やす心を持ち、農業を妨げ、万民を侵蛑（しんぼう）する（＝むしばむ）ようなことがあったら、国家の害虫のようなものである。そこで、（国司・郡司で）産業を督励し、資産を豊かにするものを「上等」とし、督励を加えたけれども衣食の乏しいものを「中等」とし、田畑が荒廃し、百姓が飢寒して死亡させてしまったものを「下等」とする。死亡者十人以上ならば任を解け。また四民（士農工商）の徒には、おのおのその生業がある。今その人たちが職を失って流散するのは、国司や郡司が教え導く適切な手段をとかないからで、はなはだ不適当である。このようなものがあったら、顕戮（けんりく）を加えよ（＝厳罰に処して、人々への見せしめにせよ）」
続けて同月に発令された勅令には、国司の怠慢による調・庸の納期遅れの輸送及び、庸の船舶を用いての運送により事故や浸水で損失することを責めた上で、
ここで、「六道」となってるのは、七道のうち、大宰府管内である西海道を省いているからである。『軍防令』によると、在庫の役に立たない器仗は調査の上、除去し、従軍中に戦闘そのほかで破損したものは、官および個人の費用で修理することになっており、また国郡の器仗は、毎年、帳に記録して、朝集使に預けて、兵部省に申告し、そこで審査検討し終わったならば、2月30日以前までに記録して進奏する、となっていた。諸国が毎年製造すべき年料器仗については、兵部省の式にその種目と数、主税寮式上にそれらを造る料について定めており、この条の規定によると、諸国から毎年その見本を貢上することを定めている。
『続紀』巻第十には、神亀4年の2月に雷雨と強風があり、僧600人、尼200人を中宮に招請して、金剛般若経を転読させた。それでも安心できなかった聖武天皇は、詔を出して文武の百寮の主典以上を召し入れられ、左大臣長屋王が勅令を述べて、次のように言った。
「このところ、咎徴（きゅうちょう）（＝天の咎めのしるし）があり、災いがしきりとやまない。時の政治が道理に背き、民の心が愁い怨むようになると、天地がこれをせめて、鬼神が以上を表すと聞いている。朕が民に徳を施し切れておらず、怠り、かけているところがあるのだろうか。それとも百寮の官人が奉公に勤めないためであろうか。朕は身を九重を隔てており、多くは詳かに詳しくは知らない。諸司の長官に命じて、主典以上の心を公務にくだき清く勤めるものと、心にいつわりを抱いて、職務を全うしないものと二種類選び、その名を記して奏上し、それぞれ昇進と下降を行う。各長官は隠し事をせず、朕の意に従うように」
この日、使いを七道の諸国に派遣して、国司の治政状況と勤務について調査させた。
国司の査定については、『考課令』50条に、「１最以上４善あれば、上上とし、１最以上３善あるもの、或いは最がなく４善あるならば、上中、１最以上２善あるもの、或いは最がなく３善あるならば、上下とし、１最以上１善あるもの、或いは最がなく２善あるならば、中上とし、1最以上であるもの、或いは最がなく1善あるならば、中中とすること。職事があらかたおさまっており、善や最が聞こえてこなければ中下とすること。愛憎に情を任せ、処断が理に背いていたならば、下上とすること。公に背いて私に向かい、職務に廃れや欠けがあるならば、下中とすること。官にあって詐り騙し、また、貪濁の状があるならば、下々とすること。もし善最以外に、特に褒めるべきことがある場合、及び、罪が殿に付けられる（除免官当には至らないが記録される）ことになったとしても情状酌量の余地があるもの、或いは、殿に付けられることにはならなかったとしても情状を責めるべきものは、省校（諸司の考文を式部・兵部省で勘校校定すること）の日に、みな臨時に量定するのを許可すること」とある。
『続紀』巻第十三によると、天平10年（738年）10月
とあり、翌天平11年（739年）2月には、光明皇太后の体調不良による大赦に加えて、
とある。同年6月に出雲守、石川年足が善政を表彰され、絁30匹、布60端、正税3万束を与えられているのは、この巡察使の調査の結果であると推定される。
『続紀』巻第十四には、天平14年（742年）9月17日に七道の諸国に巡察使を派遣した、とある。同時に左京・右京と畿内の班田使を任命した、ともあり、これは諸国班田の奨励・土地状況の視察にあたったものを推定され、翌年5月の墾田永年私財法の発令とも関わりがあるものと思われる。
『続紀』巻第十五には、天平16年（744年）9月に畿内(きない)七道に遣わした。その際に八道の巡察使に勅令として、「国司や郡司が事実通りに報告をするならば、その罪が死罪に値するものでも許して論告してはならない。臣下としての務めを果たしていないのならば、些細なことでも許してはならない。一条でも勅令によって、施行するべし」と述べ、具体的な勅令として翌日、32条の巡察式（執務の細則、現在に伝わっていない）を発布している。このときの構成員は、西海道のみ使・次官・判官・主典の四等官、他は使・判官・主典の三等官制である。刑部大輔の平群広成、刑部少輔の大伴三中・巨勢嶋村・大養徳小東人、判事・大判事のように、刑部の職につくものが多い。これは、大仏発願により大規模な民衆の動員がかけられつつあり、これを利用して不正を働く官僚を摘発することを目的としたためだろうと考えられている。
『続紀』巻第十六によると、翌天平17年（745年）4月には前年派遣された巡察使の上奏により、去年の田租が免除され、罪の軽重を問わず、発覚・未発覚にかかわらず、判決済みも審理中も含めて、獄囚もことごとく赦免する（ただし、八虐を犯して死罪となったものは長期の禁錮とし、私鋳銭を行ったものとその従者は足枷をつけて鋳銭司で働かせる、強盗と窃盗はこの赦免の範疇にははいらない）という詔が出されている。
『続紀』巻第十九によると、孝謙天皇の天平勝宝6年（754年）11月に、池田王が畿内の、紀小楫が東海道の、石川豊成が東山道の、藤原武良自が北陸道の、大伴家持を山陰道の、阿倍毛人を山陽道の、多治比木人を南海道の、紀飯麻呂を西海道の巡察使に任命された、とあり、この時は道別に録事を一人随行させた、とある。

### 巡察使派遣を毎年から3年に1回に変更以降
『続紀』巻第二十一によると、淳仁天皇の天平宝字2年（758年）10月に以下のような勅令が出された。
「聞くところによると『官吏は人民統治の根本である。官吏がしばしば転任すれば、人民は安堵できなくなり、永らく在住していれば人民は従うようになる』ときく。であるから人民はその官吏の徳に感服し、その指導に従い、その業に安んじてその命令を信用する。この頃、国司の交替はすべて4年を以て期限としているが、これではまさに人民を労するばかりで、よく従わせるようにはなれない」
要約すると、孔子のような聖人でも、『論語』「子路篇」によると大業をなすのに三年間かかるのだから、凡人はなおさらであり、大陸では3年で成績を出し、3年で官位の昇降を決め、善い人物を採用し、力量を発揮させていた、ということである。
以上のような理由で、国司の任期を4年から6年に延長し、その際に巡察使の任期も3年に1回に変更されたのである。
『続紀』巻第二十二によると、天平宝字3年（759年）12月、武蔵国に隠没田900町、備中国に200町、本道の巡察使に命じて取り調べさせる、その他の道も検田する。使いが国境にいたらぬ間に自首するならば罪を許す、とあり、これに基づき、翌天平宝字4年（760年）正月には藤原楓麻呂が東海道の、石川公成が東山道の、石上奥継が北陸道の、淡海三船が山陰道の、布勢人主が山陽道の、馬夷麻呂が南海道の、紀牛養が西海道の巡察使として派遣された。この時は畿内は省かれており、道ごとに録事を一人随行させ、目的は「民俗（たみのさま）を観察（み）て、便即（すなわ）ち田を校（かんか）へしむ（人民の生活状態を調査し、あわせて田を調査させる）」ことであった。同年5月の詔によると、疫病（えやみ）がはやり、黎元（人民）が飢餓状態にあるため、高年の80歳以上の老人と、鰥寡孤独、癈疾（はいしつ、手足の一部を失った身体障害者）や疫病で病臥する人たちには、賑恤（しんじゅつ）を加え、担当部署の巡察使と国司は患苦をたずね、賑給（しんごう）をせよ、巡察使が通り過ぎたところは、国司がかわりに行え」となっている。
『続紀』巻第二十三によると、上記に関連して、以下のような勅令が出されている。「橘奈良麻呂の変があり、家々が羅網（らもう、法律）にかかり、巡察使を派遣したので、人々は憲章を畏れている。（略）今、陽気が初めて萌して、日が南に既に至っている。大地はものを育み、天道がさらに起こっている。そこで地に承けて仁を施し、天にしたがって恵みをくだそうと思う。この黔庶（けんしょ、人民）をして時とともに新しいことを競わせたい。天平宝字4年11月6日の夜明けより前の天下の罪を軽重、未発覚と発覚、獄囚も、逃れたる租・調・官物の未納分も含めて、赦免する（但し、八虐を犯し、殺人と私鋳銭と奈良麻呂の変の加担者で隠れているものは例外とする）。巡察使が摘発した隠田は、管轄の官司に任せて、租税を完納させ、正丁が足らぬ国があったら、乗田とし、貧家に耕作させて、憂えている人の助けにしたい」。
翌天平宝字5年（760年）7月、先に西海道巡察使として派遣された紀牛養は、西海道の諸国が年料の器仗を造っていないという報告をし、これにより、筑前国・筑後国・肥前国・肥後国・豊前国・豊後国・日向国に命じて、決められた数の甲・刀・弓・箭を造らせ、年ごとにその様（見本）を大宰府に送らせることになった。また同年8月には天皇は、「巡察使の送状を読むと、国司のほとんどが貪欲であり、清廉潔白な人のいないことが分かる、もしもかりに周公のような能力が汚濁した国司にあった場合でも評価しない。改心して心を新たにすることがあったら、褒賞する」といった趣旨の勅令を発した。
天平神護2年（766年）10月21日の越前国司解などには校田が行われたとする記録もある。
『続紀』巻第二十七によると、称徳天皇の天平神護2年（766年）9月、阿倍毛人が五畿内の、紀広名が東海道の、淡海真船が東山道の、豊野出雲が北陸道の、阿倍御県が山陰道の、藤原雄田麻呂が山陽道の、高向家主が南海道の巡察使に任命された、とある。この時の西海道の巡察は大宰府が行うことになり、「百姓の疾苦を採訪し、（国司の）前後交替の訟を判断し、幷せて頃畝（きょうほ、収穫の良否）の損得を検（しら）べしむ」という目的であった。
その後、神護景雲2年、東海道巡察使紀広名の言上によると、
「本道の寺院や神社の封戸の人民から『公民の身分の人民は、時に恵みとして租税免除などをうけることがあるけれども、寺・神社の封戸はいまだかつて免除を受けたことがありません。同じ天下の人民であるのに、苦楽が同じではありません。公民に準えて、ともに皇渙（こうかん、天皇の恵み）に預かることを望みます』」
とあり、天皇はこの奏上を許可し、他道の諸国にも適用されることになった。広名はさらに、「舂米を都へ運ぶ者は、元来雑徭をつかわして、人ごとに粮（食料）を与えることになっていたが、今では雑徭のかわりに馬を差し出し、馬を牽くものだけの粮が支給されます。貧しい百姓は馬を出すことができず、舂米だけを運ぶことになります。以前のような舂米を運ぶ人ごとにすることを請願します。
また、下総国の井上・浮嶋・河曲（かわゆ）の3駅と、武蔵国の乗潴（あまぬま）・豊嶋の2駅は、東海道・東山道の両方につながる駅なので、公使の送迎などが頻繁であります。中路に準じて馬10匹を置かれることを望みます」。これも太政官で審議され、その通りになり、他の諸道も同様になった。
『厩牧令』16条によると、「諸道に駅馬（やくめ）を置くについては、大路（太宰府までの山陽道）に20疋、中路（東海道・東山道）に10疋、小路（その他の道）に5疋。使が稀にしか訪れない処は、国司が考慮しておくこと。必ずしもすべて足りている必要はない。みな筋骨強壮なものを取って充てること。馬ごとにそれぞれ（駅戸の）中中の戸に飼養させること。もし馬を欠失することがあれば、駅稲を使って買い替えること」とある。
同じく北陸道巡察使、豊野出雲は以下のように言上している。
つまり、越後国から佐渡国分寺建立の費用を運ぶと、荒波で遭難することがあるので、佐渡国の費用は佐渡国内でまかなってほしい、ということである。佐渡国は天平15年2月に一度越後国に編入され、天平勝宝4年11月に分立しているため、その慣行が続いていたものと見られる。『類聚三代格』によると、正税4万束のうち各2万束を国分寺・国分尼寺にいれ、出挙した利息各1万束を造寺の財源としたが、志摩国は尾張国、壱岐郡は肥前国の分を用いたとあり、その例にならったものと見られる。国分寺・国分尼寺の造寺の件は、『続日本紀』巻第十五にも見えるが、志摩・壱岐の例外規定については述べられてはいない 。
山陽道巡察使、藤原雄田麻呂は以下のように言上している。
ここでいう「伝路」とは、駅伝制で、「伝馬の道」と呼ばれ、諸国の国府と各群家を連絡する交通路のことである。雄田麻呂は、それゆえに、駅戸の方に人民を配し、送迎に向かわせることを提案している。また、
とも提言している。長門国には鋳銭司があり、銅が調として収められていたようである。
南海道巡察使、高向家主は以下のように言上している。
神本駅は、現在の神本寺や神本八幡宮のあるところと推定されており、隣接する大野・福良駅との距離が近いため、廃止されたものと見られている。
これらの請願はすべて承認されている。
宝亀3年9月には覆損使として、藤原鷹取が東海道、佐伯国益が東山道、日置道形が北陸道、内蔵全成が山陰道に、大伴潔足が山陽道に、石上家成が南海道に派遣された、とある。この時の構成は、道毎に、判官一人、主典一人、の三等官構成。西海道は大宰府が行っている。

### 終末期
以上のように、律令国家の国政に大きく寄与してきた巡察使であるが、『日本後紀』巻第三、四によると、延暦14年（795年）閏7月の巡察使を任命後、同年8月になんらかの理由でその派遣がとりやめられ以後派遣が中止された。『類聚三代格』によると、淳和天皇の天長元年（824年）8月の藤原冬嗣の建言により再度設置され、『後紀』巻第三十三（『日本紀略』）によると、翌天長2年（825年）8月27日に五畿内・七道へ巡察使を任じた、とある。しかしこれが最後の巡察使となってしまった。『後紀』巻第三十八（『類聚国史』159、勅旨田）によると、巡察使が調査して確認した摂津国の乗稲2万8,300束を、河辺郡の勅旨田を開く経費にあてることになった、ともあるが、これは天長2年の巡察使の調査の結果により、勅旨田をあてることが決定した、という意味と推定される。
天長7年（830年）以後、完全に廃止された。

## 関連文献
- 笠原英彦「巡察使制の機能に関する覚書」『法学研究』第68巻第1号、慶應義塾大学法学研究会、1995年1月、ISSN 0389-0538。
- 成瀬高明「（書評）笠原英彦著「巡察使制の機能に関する覚書」(「法学研究」六八巻一号)」『法制史研究』第46号 (1996年)、創文社、1997年3月、doi:10.5955/jalha.1996.204、ISSN 0441-2508。